# Ломка: американская эпидемия внезапного изменения личности
«Ломка: американская эпидемия внезапного изменения личности» (англ. Snapping: America’s Epidemic of Sudden Personality Change) — известная антикультовая книга Фло Конуэя и Джима Сигельмана, вышедшая в США в 1978 году. Книга была написана с позиции теории «промывания мозгов». Авторы представили в ней свою теорию религиозного обращения, названную ими «ломкой». По представлению авторов, «ломка» — это привлечение в ряды деструктивных культов и других новых религиозных движений новых членов с использованием техник манипуляции сознанием. В книге авторы также описывают и рекомендуют, по их мнению, действенные методы выхода из НРД: депрограммирование и консультирование по выходу. В книге содержится интервью с Тедом Патриком — известным деятелем антикультового движения и родоначальником депрограммирования.